# Palermo FC
Palermo FC is een Italiaanse voetbalclub die uitkomt in de Serie B. De club speelt zijn thuiswedstrijden in het Stadio Renzo Barbera.

## Geschiedenis
De voetbalclub werd opgericht in 1898 als Anglo Panormitan Athletic and Football Club. In 1907 veranderde de club van naam en ging vanaf toen als Palermo FBC door het leven. De teamkleuren werden roze en zwart. In 1929 werd de club toegelaten tot de Serie C en in 1932 speelde de club al in de Serie A. In 1939 werd de club opgeheven wegens financiële problemen, maar in 1948 werd de club nieuw leven ingeblazen. De club verbleef lange tijd vooral in de Serie A, maar vanaf 1973 speelde het in de Serie B. In het seizoen 1984/85 speelde het zelfs weer in de Serie C.
In 1974 wist Palermo, uitkomend in de Serie B, voor de eerste keer in de clubgeschiedenis de finale te bereiken van de Coppa Italia. Tegenstander was Bologna dat op 23 mei van dat jaar ondanks een man minder (rode kaart) in de allerlaatste minuut van de wedstrijd een strafschop wist af te dwingen. Bologna-speler Giacomo Bulgarelli zou onregelmatig zijn afgehouden. Na 1-1 in reguliere speeltijd moesten penalty's de beslissing brengen. Aanvoerder Bulgarelli miste de eerste strafschop namens Bologna, maar arbiter Sergio Gonella oordeelde dat Palermo-keeper Sergio Girardi te vroeg van zijn lijn was gekomen. In tweede instantie schoot Bulgarelli wel raak. Uiteindelijk won Bologna met 4-3 in de shootout.
Vijf jaar later bereikte Palermo onder leiding van trainer-coach Fernando Veneranda opnieuw de finale van het Italiaanse bekertoernooi. In Napels was Juventus de tegenstander. Spits Vito Chimenti zette Palermo na een minuut op voorsprong. Hij werd echter de wedstrijd uitgeschopt door Juve-speler Francesco Morini. Daarna nam de ploeg uit Turijn het initiatief. Op aangeven van Marco Tardelli nam Sergio Brio de gelijkmaker voor zijn rekening, waarna Franco Causio in blessuretijd de winnende treffer maakte: 2-1.
In 1986 werd de club opnieuw vanwege financiële problemen opgeheven, maar een jaar later werd de club opnieuw, dit keer onder de naam, US Città di Palermo, toegelaten in de Serie C2. In 1991 kwam ze weer terug in de Serie B, maar in de jaren erop speelde de club weer in de Serie C1. In 2001 promoveerde de club naar de Serie B en na een rustig seizoen werd de club in het 2002/03 seizoen vijfde en behaalde geen promotie doordat het de laatste wedstrijd verloor. Een seizoen later werd echter de Serie B-titel opgeëist en promotie naar de Serie A was weer afgedwongen. De club speelde zodoende voor het eerst sinds 1973 op het hoogste niveau. Het eindigde verrassend zesde en mocht voor de eerste keer in de UEFA Cup uitkomen.
In het seizoen 2012/2013 degradeerde Palermo wederom naar de Serie B. Het seizoen daarna promoveerde de club weer. In het seizoen 2015/2016 groeide de club uit tot "het kerkhof onder de trainers". Palermo versleet maar liefst zeven coaches in die voetbaljaargang. Palermo begon het seizoen met Giuseppe Iachini, maar die werd in november ontslagen. Vervolgens stonden achtereenvolgens Davide Ballardini, Guillermo Barros Schelotto, Fabio Viviani, Giovanni Bosi, Giovanni Tedesco en opnieuw Iachini aan het roer. De laatste stapte begin maart op, waarna Walter Novellino werd aangesteld: de zevende trainer van het seizoen bij de club uit de Serie A, die op dat moment de zeventiende plaats op de ranglijst bezette.
Op 13 juli 2019 kwam de Italiaanse bond FIGC met het oordeel dat vanwege het uitblijven van de noodzakelijke financiële documenten de club niet in aanmerking kwam voor een proflicentie, US Palermo werd veroordeeld tot een terugkeer naar de amateurs (Serie D). Dezelfde maand nog werd de club overgenomen door twee ondernemers, Dario Mirri & Tony DiPiazza. De club maakte vanaf het seizoen 2019/20 een doorstart in het amateurvoetbal onder de naam Società Sportiva Dilettantistica Palermo. In 2020 werd de naam in Palermo FC gewijzigd.

## Supporters
De harde kern van Palermo noemt zichzelf Curva Nord Inferiore (CNI). CNI heeft een vriendschapsband met Brigata Tifosi, de harde kern van voetbalclub De Graafschap.

## Erelijst
- Coppa Italia

Finalist: 1974, 1979, 2011
- Serie B

1931/32, 1968/69, 2003/04, 2013/14

## Eindklasseringen
- 1946 8e
Serie B
- 1947 8e
Serie B
- 1948 1e
Serie B
- 1949 11e
Serie A
- 1950 13e
Serie A
- 1951 10e
Serie A
- 1952 11e
Serie A
- 1953 16e
Serie A
- 1954 17e
Serie A
- 1955 13e
Serie B
- 1956 2e
Serie B
- 1957 18e
Serie A
- 1958 6e
Serie B
- 1959 2e
Serie B
- 1960 16e
Serie A
- 1961 3e
Serie B
- 1962 8e
Serie A
- 1963 18e
Serie A
- 1964 12e
Serie B
- 1965 11e
Serie B
- 1966 15e
Serie B
- 1967 9e
Serie B
- 1968 1e
Serie B
- 1969 11e
Serie A
- 1970 15e
Serie A
- 1971 13e
Serie B
- 1972 3e
Serie B
- 1973 15e
Serie A
- 1974 7e
Serie B
- 1975 5e
Serie B
- 1976 11e
Serie B
- 1977 12e
Serie B
- 1978 6e
Serie B
- 1979 7e
Serie B
- 1980 9e
Serie B
- 1981 14e
Serie B
- 1982 7e
Serie B
- 1983 15e
Serie B
- 1984 17e
Serie B
- 1985 2e
Serie C1
- 1986 16e
Serie B
- 1987
- 1988 1e
Serie C2
- 1989 3e
Serie C1
- 1990 5e
Serie C1
- 1991 2e
Serie C1
- 1992 18e
Serie B
- 1993 1e
Serie C1
- 1994 14e
Serie B
- 1995 12e
Serie B
- 1996 7e
Serie B
- 1997 19e
Serie B
- 1998 14e
Serie C1
- 1999 2e
Serie C1
- 2000 6e
Serie C1
- 2001 1e
Serie C1
- 2002 10e
Serie B
- 2003 5e
Serie B
- 2004 1e
Serie B
- 2005 6e
Serie A
- 2006 8e
Serie A
- 2007 5e
Serie A
- 2008 11e
Serie A
- 2009 8e
Serie A
- 2010 5e
Serie A
- 2011 8e
Serie A
- 2012 16e
Serie A
- 2013 18e
Serie A
- 2014 1e
Serie B
- 2015 11e
Serie A
- 2016 16e
Serie A
- 2017 19e
Serie A
- 2018 4e
Serie B
- 2019 11e
Serie B
- 2020 1e
Serie D
- 2021 7e
Serie C
- 2022 3e
Serie C
- 2023 9e
Serie B
- 2024 6e
Serie B
- 2025 8e
Serie B

- Serie A
- Serie B
- Serie C
- Prima Divisione
- Seconda Divisione
- Serie D

## Resultaten per seizoen
| Seizoen   | №   | Plaats | Clubs | Divisie           | Duels | Winst | Gelijk | Verlies | Doelsaldo | Punten | Tsch   | Coppa Italia |
| --------- | --- | ------ | ----- | ----------------- | ----- | ----- | ------ | ------- | --------- | ------ | ------ | ------------ |
| 2000-2001 | III | 1      | 18    | Serie C1 Girone B | 34    | 18    | 10     | 6       | 47-31     | 64     | --     | --           |
| 2001–2002 | II  | 10     | 20    | Serie B           | 38    | 12    | 12     | 14      | 47-54     | 48     | 11.533 | 2e groep 3   |
| 2002–2003 | II  | 6      | 20    | Serie B           | 38    | 15    | 13     | 10      | 45-42     | 58     | 16.282 | 2e groep 8   |
| 2003–2004 | II  | 1      | 24    | Serie B           | 46    | 22    | 17     | 7       | 75-39     | 83     | 23.559 | 8e finale    |
| 2004–2005 | I   | 6      | 20    | Serie A           | 38    | 12    | 17     | 9       | 48–44     | 53     | 33.230 | 8e finale    |
| 2005–2006 | I   | 8      | 20    | Serie A           | 38    | 13    | 13     | 12      | 50–52     | 52     | 27.924 | halve finale |
| 2006–2007 | I   | 5      | 20    | Serie A           | 38    | 16    | 10     | 12      | 58–51     | 58     | 23.800 | 8e finale    |
| 2007–2008 | I   | 11     | 20    | Serie A           | 38    | 12    | 11     | 15      | 47–57     | 47     | 25.541 | 8e finale    |
| 2008–2009 | I   | 8      | 20    | Serie A           | 38    | 17    | 6      | 15      | 57–50     | 57     | 23.228 | 3e ronde     |
| 2009–2010 | I   | 5      | 20    | Serie A           | 38    | 18    | 11     | 9       | 59–47     | 65     | 25.017 | 8e finale    |
| 2010–2011 | I   | 8      | 20    | Serie A           | 38    | 17    | 5      | 16      | 58–63     | 56     | 24.812 | Finale       |
| 2011–2012 | I   | 16     | 20    | Serie A           | 38    | 11    | 10     | 17      | 52–62     | 43     | 19.218 | 8e finale    |
| 2012–2013 | I   | 18     | 20    | Serie A           | 38    | 6     | 14     | 18      | 34–54     | 32     | 18.287 | 4e ronde     |
| 2013–2014 | II  | 1      | 22    | Serie B           | 42    | 25    | 11     | 6       | 62–28     | 86     | 11.129 | 3e ronde     |
| 2014–2015 | I   | 11     | 20    | Serie A           | 38    | 12    | 13     | 13      | 53–55     | 49     | 17.481 | 3e ronde     |
| 2015–2016 | I   | 16     | 20    | Serie A           | 38    | 10    | 9      | 19      | 38–65     | 39     | 17.065 | 4e ronde     |
| 2016–2017 | I   | 19     | 20    | Serie A           | 38    | 6     | 8      | 24      | 33–77     | 26     | 13.204 | 4e ronde     |
| 2017–2018 | II  | 4      | 22    | Serie B           | 42    | 18    | 17     | 7       | 59–39     | 71     | 10.510 | 3e ronde     |
| 2018–2019 | II  | 11     | 19    | Serie B           | 36    | 16    | 15     | 5       | 57–38     | 43     | 9.203  | 3e ronde     |
| 2019-2020 | IV  | 1      | 18    | Serie D Girone I  | 26    | 20    | 3      | 3       | 47-16     | 63     | 15.874 | --           |
| 2020-2021 | III | 7      | 19    | Serie C Girone C  | 36    | 14    | 14     | 11      | 44-40     | 53     | -      | --           |
| 2021-2022 | III | 3      | 19    | Serie C Girone C  | 36    | 18    | 12     | 6       | 64-33     | 66     | 5.758  | --           |
| 2022–2023 | II  | 9      | 20    | Serie B           | 38    | 11    | 16     | 11      | 48-49     | 49     | 20.389 | 2e ronde     |
| 2023–2024 | II  | 6      | 20    | Serie B           | 38    | 15    | 11     | 12      | 62-53     | 56     | 22.636 | 1e ronde     |
| 2024–2025 | II  | 8      | 20    | Serie B           | 38    | 14    | 10     | 14      | 52-43     | 52     | 20.497 | 2e ronde     |

## Palermo in Europa
Uitslagen vanuit gezichtspunt SSD Palermo
| Seizoen                                                     | Competitie    | Ronde        | Land                 | Club                      | Totaalscore  | 1e W    | 2e W       | PUC  |
| ----------------------------------------------------------- | ------------- | ------------ | -------------------- | ------------------------- | ------------ | ------- | ---------- | ---- |
| 1960                                                        | Mitropacup    | Groep        | Vlag van Hongarije   | Diósgyőri VTK Miskolc     | 1-4          | 1-2 (U) | 0-2 (T)    | 0.0  |
| 1969                                                        | Mitropacup    | 1/8          | Vlag van Tsjechië    | Inter Slovnaft Bratislava | 1-3          | 0-3 (U) | 1-0 (T)    | 0.0  |
| 2005/06                                                     | UEFA Cup      | 1R           | Vlag van Cyprus      | Anorthosis Famagusta      | 6-1          | 2-1 (T) | 4-0 (U)    | 14.0 |
|                                                             |               | Groep B      | Vlag van Israël      | Maccabi Petach Tikwa      | 2-1          | 2-1 (U) |            | 14.0 |
|                                                             |               | Groep B      | Vlag van Rusland     | Lokomotiv Moskou          | 0-0          | 0-0 (T) |            | 14.0 |
|                                                             |               | Groep B      | Vlag van Spanje      | RCD Espanyol              | 1-1          | 1-1 (U) |            | 14.0 |
|                                                             |               | Groep B (1e) | Vlag van Denemarken  | Brøndby IF                | 3-0          | 3-0 (T) |            | 14.0 |
|                                                             |               | 3R           | Vlag van Tsjechië    | Slavia Praag              | 2-2 u        | 1-2 (U) | 1-0 (T)    | 14.0 |
|                                                             |               | 1/8          | Vlag van Duitsland   | FC Schalke 04             | 1-3          | 1-0 (T) | 0-3 (U)    | 14.0 |
| 2006/07                                                     | UEFA Cup      | 1R           | Vlag van Engeland    | West Ham United FC        | 4-0          | 1-0 (U) | 3-0 (T)    | 7.0  |
|                                                             |               | Groep H      | Vlag van Duitsland   | Eintracht Frankfurt       | 2-1          | 2-1 (U) |            | 7.0  |
|                                                             |               | Groep H      | Vlag van Engeland    | Newcastle United FC       | 0-1          | 0-1 (T) |            | 7.0  |
|                                                             |               | Groep H      | Vlag van Turkije     | Fenerbahçe SK             | 0-3          | 0-3 (U) |            | 7.0  |
|                                                             |               | Groep H (4e) | Vlag van Spanje      | Celta de Vigo             | 1-1          | 1-1 (T) |            | 7.0  |
| 2007/08                                                     | UEFA Cup      | 1R           | Vlag van Tsjechië    | FK Mladá Boleslav         | 1-1 (2-4 ns) | 1-0 (U) | 0-1 nv (T) | 2.0  |
| 2010/11                                                     | Europa League | 4Q           | Vlag van Slovenië    | NK Maribor                | 5-3          | 3-0 (T) | 2-3 (U)    | 6.0  |
|                                                             |               | Groep F      | Vlag van Rusland     | CSKA Moskou               | 1-6          | 0-3 (T) | 1-3 (U)    | 6.0  |
|                                                             |               | Groep F      | Vlag van Tsjechië    | Sparta Praag              | 4-5          | 2-3 (U) | 2-2 (T)    | 6.0  |
|                                                             |               | Groep F (3e) | Vlag van Zwitserland | FC Lausanne-Sport         | 2-0          | 1-0 (T) | 1-0 (U)    | 6.0  |
| 2011/12                                                     | Europa League | 3Q           | Vlag van Zwitserland | FC Thun                   | 3-3 u        | 2-2 (T) | 1-1 (U)    | 1.0  |
| Totaal aantal behaalde punten voor UEFA coëfficiënten: 30.0 |               |              |                      |                           |              |         |            |      |

Zie ook
- Deelnemers UEFA-toernooien Italië
- Ranglijst van alle clubs die in de diverse Europa Cups zijn uitgekomen

## Bekende (oud-)spelers
- Amauri
- Simone Barone
- Andrea Barzagli
- Andrea Belotti
- Helge Bronée
- Marco Bresciano
- Tarcisio Burgnich
- Edinson Cavani
- Eugenio Corini
- Paulo Dybala
- Josip Iličić
- Fabio Grosso
- Fabrizio Miccoli
- Javier Pastore
- Edoardo Reja
- Héctor Scarone
- Salvatore Sirigu
- Luca Toni
- Franco Vázquez
- Cristian Zaccardo

## Trainer-coaches
- Tony Cargnelli (1929-32)
- Gyula Feldmann (1931-34)
- Giuseppe Viani (1949-51)
- Guido Masetti (1951-52)
- Mario Sperone (1954-55)
- Adolfo Baloncieri (1954-55)
- Ettore Puricelli (1956-57)
- Antonio Renna (1981-83)
- Bortolo Mutti (2001-02)
- Nedo Sonetti (2002-03)
- Francesco Guidolin (2003-05)
- Silvio Baldini (2003-04)
- Luigi Delneri (2005-06)
- Giuseppe Papadopulo (2006)
- Francesco Guidolin (2006-07)
- Renzo Gobbo (2007)
- Francesco Guidolin (2007)
- Stefano Colantuono (2007)
- Francesco Guidolin (2007-08)
- Stefano Colantuono (2008)
- Davide Ballardini (2008-09)
- Walter Zenga (2009)
- Delio Rossi (2009-11)
- Serse Cosmi (feb 2011 - april 2011)
- Delio Rossi (april 2011 - jun 2011)
- Stefano Pioli (jun 2011 - aug 2011)
- Devis Mangia (aug 2011 - dec 2011)
- Bortolo Mutti (dec 2011- mei 2012)
- Giuseppe Sannino (jun 2012 - sep 2012)
- Gian Piero Gasperini (sep 2012- feb 2013)
- Alberto Malesani (feb 2013- maart 2013)
- Gian Piero Gasperini (maart 2013)
- Giuseppe Sannino (maart 2013 - jun 2013)
- Gennaro Gattuso (jul 2013 - sep 2013)
- Giuseppe Iachini (sep 2013 - nov 2015)
- Davide Ballardini (nov 2015 - jan 2016)
- Guillermo Barros Schelotto (jan 2016)
- Fabio Viviani (jan 2016)
- Giovanni Tedesco (jan 2016 - feb 2016)
- Giovanni Bosi (feb 2016)
- Giuseppe Iachini (feb 2016 - maart 2016)
- Walter Novellino (maart 2016 - april 2016)
- Davide Ballardini (april 2016 - sep 2016)
- Roberto De Zerbi (sep 2016 - dec 2016)
- Eugenio Corini (dec 2016 - jan 2017)
- Diego López (jan 2017 - april 2017)
- Diego Bortoluzzi (april 2017 - jun 2017)
- Bruno Tedino (jun 2017 - april 2018)
- Roberto Stellone (april 2018 - jun 2018)
- Bruno Tedino (jun 2018 - sep 2018)
- Roberto Stellone (sep 2018 - april 2019)
- Delio Rossi (april 2019 - jun 2019)
- Pasquale Marino (jun 2019 - jul 2019)
- Rosario Pergolizzi (aug 2019 - aug 2020)
- Roberto Boscaglia (aug 2020 - )
- Filippo Inzaghi (jun 2025 – )